# Pierre Bouvier

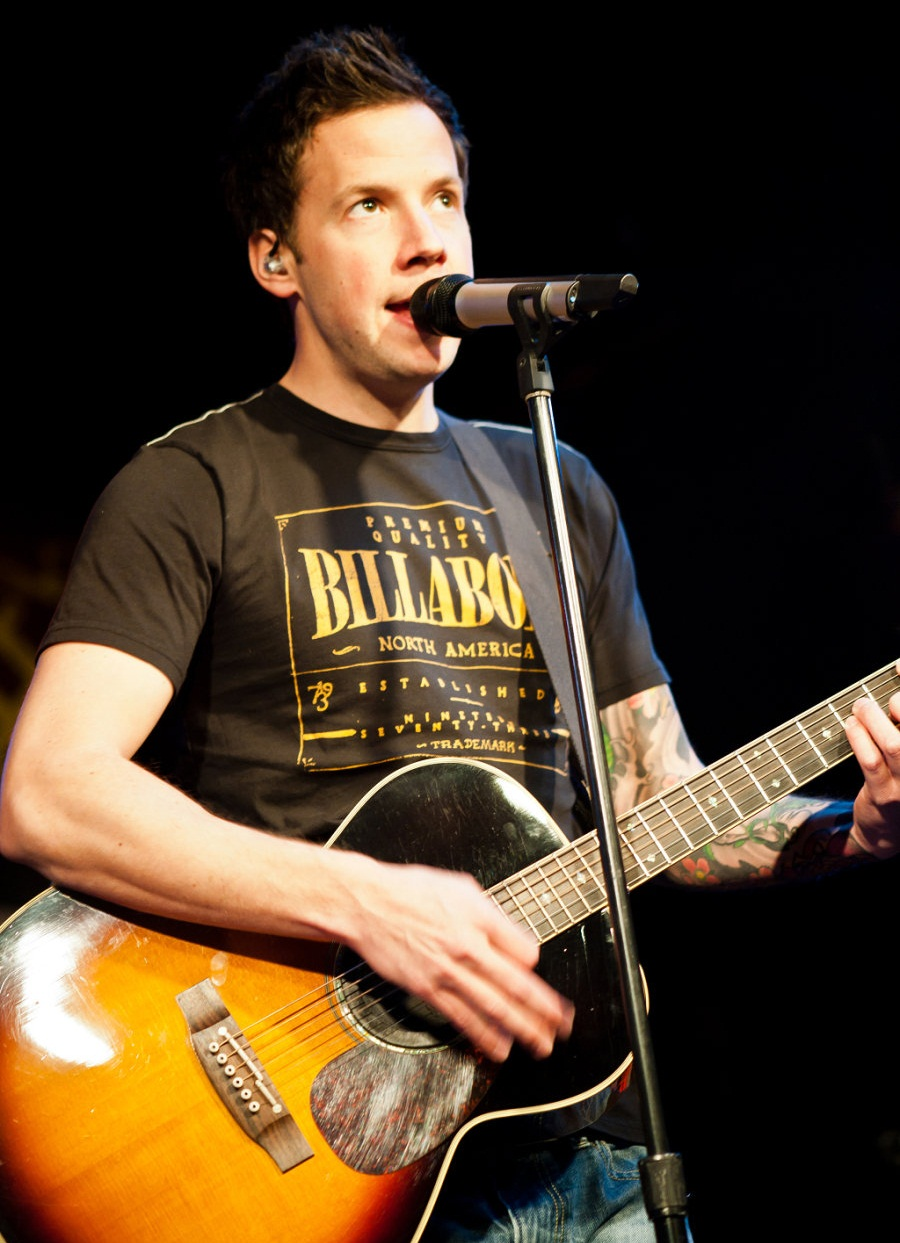
Pierre Bouvier (2012)

Pierre Charles Bouvier (* 9. Mai 1979 in L’Île-Bizard, Québec) ist ein französisch-kanadischer Musiker, der als Frontsänger der Pop-Punk-Band Simple Plan bekannt ist.

## Karriere

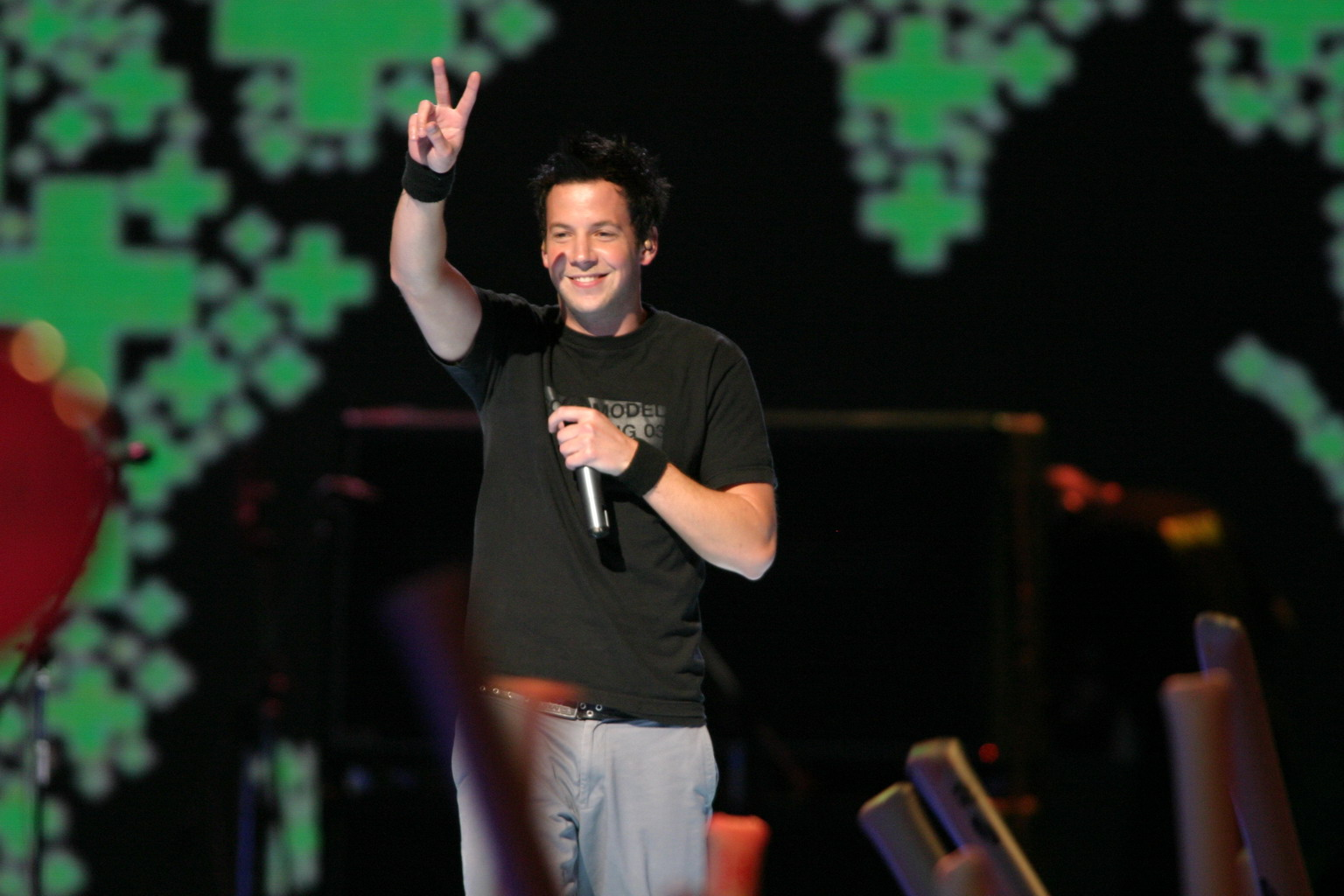
Pierre Bouvier (2007)

Bouvier ist der Sohn von Réal und Louise Bouvier und hat zwei ältere Brüder, Jay und Jonathan. Er besuchte das Collège Beaubois in Pierrefonds, Montreal West Island mit seinen Bandkollegen Chuck Comeau, Jeff Stinco und Sébastien Lefebvre. Vor der Musikkarriere arbeitete Bouvier als Koch in der Restaurantkette St-Hubert in Montréal.
Mit 13 Jahren gründete er die Punk-Rock Band Reset mit seinem Freund Chuck Comeau, in welcher er der Bassist und Frontsänger war. Er verließ Reset 1999, ein Jahr danach auch Chuck Comeau. Sein jetziger Bandkollege David Desrosiers nahm seinen Platz ein. Dann traf er Chuck Comeau auf einem Sugar Ray Konzert wieder und gründete mit Comeau und den alten Schulfreunden Jeff Stinco und Sébastien Lefebvre Simple Plan. David Desrosiers verließ ebenso Reset und schloss sich der neuen Band an.
Er ist Co-Besitzer von der Marke Role Model Clothing, zusammen mit Chuck Comeau und Patrick Langlois. Weiters moderierte er die MTV Realityshow Damage Control.

## Filmografie
| Jahr | Titel                          | Rolle                | Anhang         |
| ---- | ------------------------------ | -------------------- | -------------- |
|      | What's New, Scooby-Doo?        | Sich selbst (Stimme) | 1 Episode      |
| 2003 | The New Tom Green Show         | Sich selbst          | 1 Episode      |
| 2003 | A Big Package for You          | Sich selbst          |                |
| 2004 | Ein verrückter Tag in New York | Sich selbst          |                |
| 2005 | Damage Control                 | Sich selbst          | Moderiert      |
| 2011 | Canada Sings                   | Sich selbst          | berühmter Gast |

## Diskografie

### Mit Reset
- 1997: No Worries
- 1999: No Limits

### Mit Simple Plan
- 2002: No Pads, No Helmets…Just Balls
- 2004: Still Not Getting Any…
- 2008: Simple Plan
- 2011: Get Your Heart On!
- 2016: Taking One for the Team
- 2022: Harder Than It Looks